# Dechapol Puavaranukroh

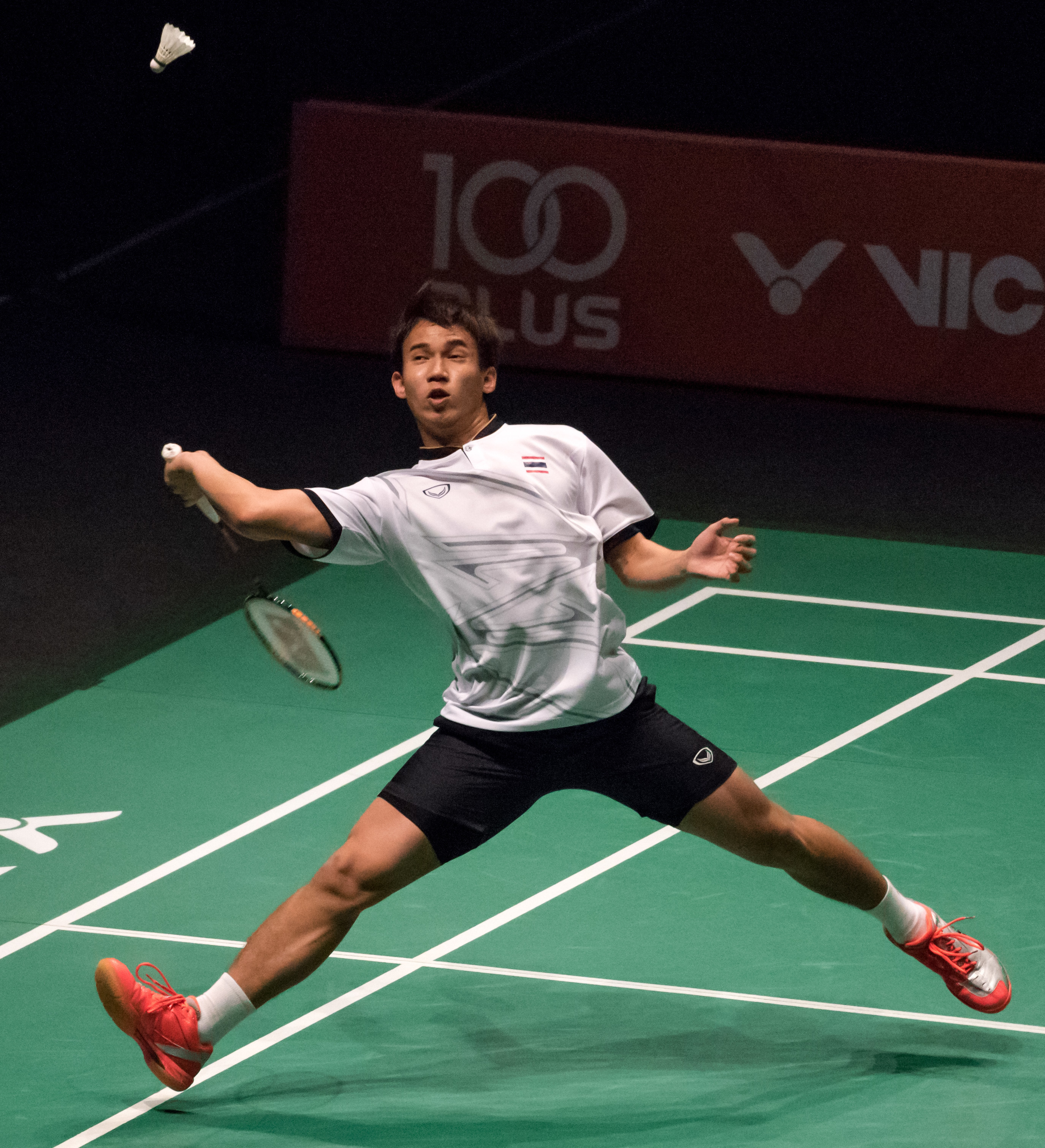
Puavaranukroh bei den Südostasienspielen 2017

Dechapol Puavaranukroh (Thai: เดชาพล พัววรานุเคราะห์; * 20. Mai 1997 in Chon Buri) ist ein thailändischer Badmintonspieler.

## Karriere
Dechapol Puavaranukroh nahm 2013 und 2014 an den Badminton-Juniorenweltmeisterschaften teil, 2013 auch an den Asian Youth Games. Bei den Thailand Open 2013 und den Vietnam Open 2013 stand er im Achtelfinale, beim US Open Grand Prix 2014 im Viertelfinale. Beim Smiling Fish 2013 belegte er Rang drei, beim Smiling Fish 2014 Rang zwei.